# Sveva Sagramola
Sveva Sagràmola (Roma, 29 aprile 1964) è una conduttrice televisiva e autrice televisiva italiana.

## Biografia
È laureata in Lettere all'Università "La Sapienza" di Roma con una tesi in Antropologia sui Turkana del nord del Kenya.
Si è formata televisivamente a Mixer, il programma di approfondimento giornalistico della Rai di Giovanni Minoli. Per Mixer dal 1990 al 1995 si è occupata della realizzazione di servizi, inchieste e storie, di argomenti che vanno dalla cronaca, alla politica, al costume, alla cultura. Nel 1990 ha fatto parte della redazione di Extra, il primo rotocalco televisivo europeo prodotto da Minoli in collaborazione con sei Paesi, anche come conduttrice.
Dal 1994 al 1998 è stata autrice e conduttrice di programmi riguardanti l'universo giovanile: Mixer, Caro Diario e Mixer giovani di cui ha realizzato 3 edizioni, per concludere con Gli anni in tasca. Nel 1997 ha curato i collegamenti esterni per Film Vero, programma in prima serata su Rai 3, su grandi tematiche sociali.
Sempre nel 1997, ha condotto il collegamento esterno di Speciale Mixer Olocausto (programma di Raitre in prima serata), dal campo di sterminio nazista di Auschwitz, dove si è recata con Settimia Spizzichino e Nedo Fiano, sopravvissuti al campo, raccogliendone le dolorose testimonianze.
Nello stesso anno ha condotto, dall'Africa e dall'Argentina, Professione Natura, programma in prima serata su Rai 3 con la regia di Gabriele Muccino, che univa ai documentari la scoperta dei luoghi e delle persone che vivono intorno ai grandi paradisi naturali.
Dal 1998 ad oggi è alla guida di Geo & Geo, programma quotidiano in diretta tutti i pomeriggi su Rai 3 di cui è anche uno degli autori, dedicato ai grandi temi della natura e dell'ambiente. Dal 2013 è affiancata nella conduzione dal fotografo naturalista Emanuele Biggi. Per Geo & Geo ha anche realizzato numerosi documentari e reportage da varie zone dell'Africa e del mondo sui problemi dello sviluppo sostenibile, e delle grandi emergenze umanitarie e ambientali dei Paesi poveri.
Nel 2005 e nel 2006 ha condotto  Timbuctu, programma settimanale in prima serata su Rai Tre dedicato agli ambienti naturali e agli animali che li popolano. Nel 2011 è stata autrice e conduttrice di Sei miliardi di altri, un programma in seconda serata su Raitre sui grandi temi dell'esistenza, costituito da riflessioni e interviste a personaggi del mondo della cultura che fanno da approfondimento al grande reportage corale sull'umanità di Yann Arthus-Bertrand.
Il 24 settembre 2015 ha presentato in prima serata su Rai 3 il concerto-evento Bennato & Farmers. È stata a lungo testimonial di Amref, di cui ha raccontato i progetti in molti dei suoi documentari.

## Vita privata
Si è sposata il 10 dicembre 2005 con Diego Dolce, un industriale nato in Argentina da una famiglia originaria di Cison di Valmarino, in provincia di Treviso. Hanno avuto una figlia, nel maggio 2010, di nome Petra.

## Riconoscimenti
- Oscar della tv 1995 per la Prima edizione di Mixer Giovani
- Premio giornalistico televisivo Ilaria Alpi 1995 per Mixer Giovani
- Premio Associazione Genitori per la tv 1996 per Mixer Giovani
- Premio della città di Pontedera "Le voci di Charlie telefono amico" Pontedera, 18 gennaio 2002
- Premio Internazionale Flaiano – Pegaso d'oro 2007 per il programma culturale Geo&Geo Abruzzo, Pescara, 8 luglio 2007
- Laurea honoris causa in Food Innovation & Management da parte dell'Università di Scienze Gastronomiche di Pollenzo

## Programmi televisivi
- Extra (Rai 2, 1990)
- Mixer (Rai 2, 1990-1995)
- Mixer - Caro Diario (Rai 2, 1994)
- Mixer giovani (Rai 2, 1995-1997)
- Film vero (Rai 3, 1997)
- Professione natura (Rai 3, 1997)
- Una sera di dicembre (Rai 3, 1997)
- Gli anni in tasca (Rai 3, 1998)
- Geo&Geo (Rai 3, 1998-2013)
- Cose dell'altro Geo (Rai 3, 2001-2010)
- Geo (Rai 3, dal 2013)
- Timbuctu (Rai 3, 2005-2006)
- Sei miliardi di altri (Rai 3, 2011)
- Bennato & Farmers (Rai 3, 2015)
- Domenica Geo (Rai 3, 2016-2021)
- Geo - Bellezze italiane (Rai 3, 2020)

## Libri
- Secondo natura. Impariamo a vivere bio (2011), Mondadori[11]
- Montagna viva con foto di Luca e Pepi Merisio (2017), Ecra